# 株式会社 (ドイツ)
ドイツ法における 株式会社 （かぶしきがいしゃ、独: Aktiengesellschaft（アクツィエンゲゼルシャフト）） または AG（アーゲー）とは、株式法（AktG）に規定されている会社形態。
ドイツ語の「Aktien」は株式を意味し、「Gesellschaft」は組合（会社も含む）を意味する。GmbH（ゲーエムベーハー）とあわせて、日本法の株式会社に相当する。

## 概要
法人格を有し、会社(Handelsgesellschaft)とみなされ、資本会社(Kapitalgesellschaft)の一種である。出資者である株主は有限責任を負担する。
業務執行について決定権限を有するのは執行役会 (Vorstand) であり、執行役会構成員(Vorstandsmitglied)は、監査役会 (Aufsichtsrat)により選任・監督される。監査役会の構成員である監査役(Aufsichtsrat)は、原則として株主総会で選任される。ただし、20000人を超える従業員を有する会社の監査役会は、株主の利益を代表する監査役と従業員の利益を代表する監査役から構成される。
ドイツの会社に占めるAGの割合は、日本の会社に占める株式会社（KK） の割合と比較して格段に少ない。ドイツでは著名な企業であっても、有限会社（GmbH、日本の旧有限会社 (YK) に相当）の形態を採ることが多く、AGはフランクフルト証券取引所に上場しているような株式公開会社が中心である。
同じ名称の法人形態は、ドイツ語圏のオーストリアやスイスとリヒテンシュタインにも見られる。また、日本の株式会社の名称の由来でもある。

## 関連
- 株式合資会社
- 株式・株式合資会社
- 株式合名会社
- 株式・合資会社